# 98 Aquarii
b1 Aquarii
Désignations
98 Aquarii (en abrégé 98 Aqr), ou b1 Aquarii dans la désignation de Bayer, est une étoile de la constellation du Verseau. Il s'agit d'une géante orange de magnitude apparente +3,96. Elle est située à environ 162 années-lumière de la Terre.